# Si Tjonat
Si Tjonat (Enhanced Indonesian Spelling System: Si Conat) es una película probablemente perdida de 1929 sobre un bandido de las Indias Orientales Neerlandesas (ahora Indonesia) dirigida por Nelson Wong y producida por Wong y Jo Eng Sek. Basado en la novela de F.D.J. Pangemanann, la película de cine mudo sigue las aventuras de un hombre indígena Indones que, habiendo matado a un compatriota, huye a Batavia (hoy Yakarta) y se convierte en un bandido. Después de secuestrar una mujer china, es capturado y llevado ante la justicia.

## Producción

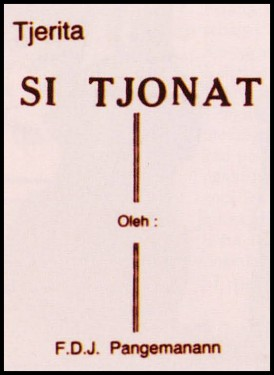
Si Tjonat basada en Tjerita Si Tjonat (1900).

Si Tjonat fue dirigida por Nelson Wong, quién produjo la película conjuntamente con su socio empresarial Jo Eng Sek. Los dos habían creado Batavia Motion Picture in 1929. Anteriormente Wong Hubo solo había dirigido una única película de ficción, el fracaso comercial Lily van Java  (1928), financiada por un empleado de alto-rango de General Motors en Batavia llamado David Wong. Jo Eng Sek, dueño de una tienda, no había producido nunca una película.
La historia de Si Tjonat estaba basada en la novela Tjerita Si Tjonat, escrita por el reportero F.D.J. Pangemanann Y publicada primeramente en 1900. La historia se hizo popular entre los lectores chinos. Fue adaptada a la escena por Betawi como una obra  lenong (Teatro tradicional de Betawi). La historia fue seleccionada por Jo Eng Sek. Se introdujeron varios cambios a la historia. Por ejemplo, en la novela Lie A Tjip era un labrador pobre, mientras que en la película era rico. Lie Gouw Nio, entretanto, no fue presentada como mujer china pobre, pero la " chica moderna, vestía con una falda, zapatos, calcetines y cabello ondulado".

## Lanzamiento y recepción
Si Tjonat fue publicada en 1929. A pesar de ser una película de ficción,  fue anunciada como basada en hechos reales; Esto era común en obras de literatura malaya durante el siglo XX, incluyendo Tjerita Si Tjonat. La película de producción propia fue principalmente dirigida a la audiencia chinas, siguiéndole Lily van Java y Setangan Berloemoer Darah (ambas en 1928); El historiador de películas Misbach Yusa Biran escribió que esto era evidente debido a que los Chinos predominaban en el equipo de producción y elenco. Las audiencias Nativas también disfrutaron la película, particularmente sus secuencias de acción. El crítico de películas indonesio Salim Said escribió que la película era de orientación comercial, solo destinada a generar beneficios.